# Neoathyreus ramusculus
Neoathyreus ramusculus es una especie de coleóptero de la familia Geotrupidae.

## Distribución geográfica
Habita en Ecuador.